# كاترمير
أتيين مارك كاترمير (بالفرنسية: Étienne Marc Quatremère)‏ (1196 - 1274 ه‍ / 1782 - 1857 م) هو مستشرق فرنسي.

## سيرة شخصية
ولد لأسرة ينسينية، اُضطر إتيين ووالدته (التي كان تعرف اللاتينية)، للاختباء في الريف بعدما أُعدِمَ والده تاجر الملابس عام 1793 خلال الثورة الفرنسية، وكان من النبلاء الفرنسيين بعدما ضمه الملك لويس الخامس عشر لها. درس اللغة العربية فيما بعد على يد سيلفستر دي ساسي (1758-1838).
عمل عام 1807 في قسم المخطوطات بالمكتبة الإمبراطورية، ثم في عام 1809 رأس كرسي اللغة اليونانية في جامعة روان، ودخل أكاديمية النقوش عام 1815، ومنذ عام 1819 دَرَّسَ العبرية والآرامية في كوليج دو فرانس، وأخيراً في 1838 أصبح أستاذًا للغة الفارسية في مدرسة اللغات الشرقية الحية، بعد وفاة سيلفستر دي ساسي.
كان أول مؤلفاته Quatremère Recherches ... sur la langue et la littérature de l'Egypte (1808)، مشيرًا إلى أن لغة مصر القديمة يجب البحث عنها في اللغة القبطية.
نُشر كتابه Mémoires géographiques et historyiques sur l'Egypte… sur quelques contées voisines عام 1811. أجبر هذا الكتاب جان فرانسوا شامبليون، على الإسراع قبل الأوان بنشر مقدمة لكتابه المعنون "L'Egypte sous les pharaons". نظرًا لأن كلا الكتابين عن الأسماء القبطية للمدن المصرية، ولأن كتاب شامبليون نشر لاحقًا، فقد اتهم البعض شامبليون بالسرقة الأدبية. في الواقع «لم ينسخ هو ولا كاترمير من بعضهما البعض، وكانت الاختلافات واضحة جدًا بين المنهجين في كتابيهما».
قام كاترمير بتحرير وترجمة جزء من تاريخ المقريزي (1364-1442)، المسمى السلوك لمعرفة دول الملوك Histoire des sultans mamlouks, de l'Égypte (مجلدان، 1837-1841)، وقد قام بهذا «ليس لأنه كان لديه كل هذا الاهتمام بتاريخ مصر المملوكية، بل لافتنانه بمفردات اللغة العربية في القرن الخامس عشر ولا سيما تلك الشذرات اللغوية التي لم تٌعرَّف في مقاييس المعاجم العربية».
من ضمن مؤلفاته:
- Mémoires sur les Nabatéens (1835)
- ترجمة لكتاب رشيد الدين فضل الله الهمذاني، Histoire des Mongols de la Perse (1836)
- Mémoire géographique et historyique sur l'Egypte (1810) (قاموس جغرافي تاريخي لمصر يحتوي على مصادر قبطية وعربية لأسماء المدن والقرى المختلفة)
- ترجمة لمقدمة ابن خلدون Prolegomena
- عدد كبير من البحوث المفيدة في المجلة الآسيوية.
- مراجعات عديدة في دورية Journal des savants.[9]

قام كاترمير بتجميعات معجمية كبيرة في اللغات الشرقية، تظهر أجزاء منها في ملاحظاته ضمن أعماله المختلفة.
استخدمت مخطوطاته عن السريانية في مكنز روبرت باين سميث "Robert Payne Smith". وتحدث دوزي عن القصاصات الورقية التي جمعها من أجل مشروع معجم عربي وفارسي وتركي كان يَعُد له، كانت من عام 1858 في مكتبة ميونخ "the Munich Court Library"، وهي الآن في خليفتها مكتبة بافاريا الحكومية.
كتب بارتيليمي سانت هيلير سيرة كاترمير كمقدمة لكتابه uatremère Mélanges d'histoire et de philologie orientale (1861). قبر كاترمير يقع في القسم 32 من مقبرة Père Lachaise في باريس.